# خلیج کری رکن

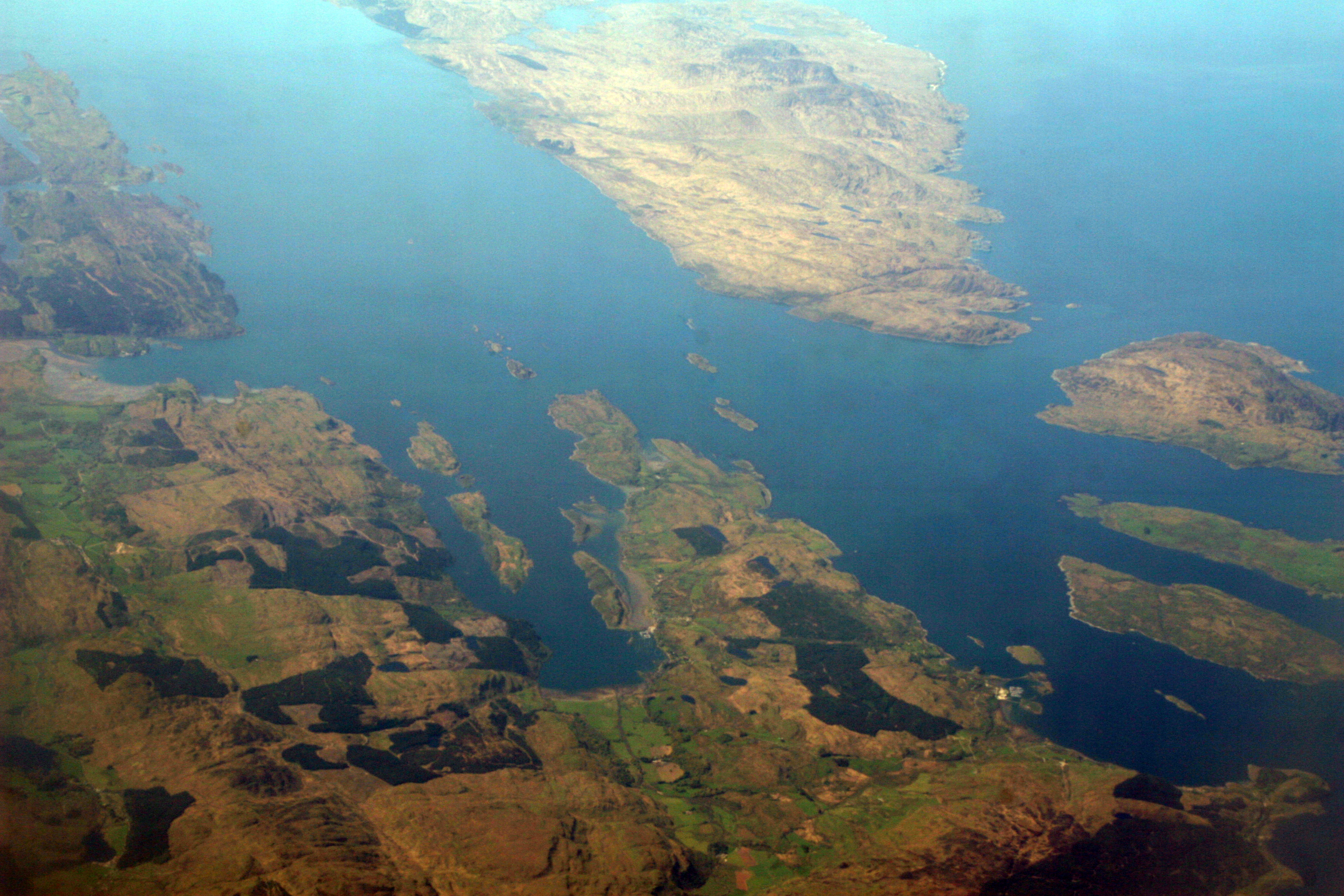
خلیج کُری رِکِن از آسمان

خلیج کُری رِکِن در ساحلِ غربیِ کشور اسکاتلند قرار دارد. این خلیج، یکی از قوی‌ترین ابرپیچابها را در خود دارد.

## ابرپیچابِ کُری رِکِن
یک تیم تحقیقاتیِ اسکاتلندی در یک پژوهش، مانکنی را بهمراهِ یک جلیقه نجات و یک عمق‌سنج به درونِ این ابرپیچاب افکندند. بر اساسِ مشاهداتِ عمق‌سنج، این مانکن تا عمقِ ۲۶۲ متری به پایین کشیده شد.